# Делфос (Ајова)
Делфос (енгл. Delphos) град је у америчкој савезној држави Ајова. По попису становништва из 2010. у њему је живело 25 становника.

## Демографија
Према попису становништва из 2010. у граду је живело 25 становника, што је 0 (0,0%) становника више него 2000. године.
| Група             | 2000.       | 2010.       |
| Белци             | 25 (100.0%) | 25 (100.0%) |
| Афроамериканци    | 0 (0,0%)    | 0 (0,0%)    |
| Азијати           | 0 (0,0%)    | 0 (0,0%)    |
| Хиспаноамериканци | 0 (0,0%)    | 0 (0,0%)    |
| Укупно            | 25          | 25          |